# Who Owns My Heart (dal)
A Who Owns My Heart Miley Cyrus amerikai énekesnő dala. A dalt Cyrus, Antonina Armato, Tim James és Devrim Karaoglu írta, producerei Armato és James. 2010. október 22-én jelentette meg a Hollywood Records második kislemezként Cyrus harmadik stúdióalbumáról, a Can't Be Tamedről.

## Dallista
| 1. | Who Owns My Heart (albumváltozat) | 3:34 |

| 1. | Who Owns My Heart (albumváltozat)    | 3:34 |
| 2. | Forgiveness and Love (albumváltozat) | 3:28 |

| 1. | Who Owns My Heart (albumváltozat)       | 3:34 |
| 2. | Who Owns My Heart (The Alias Remix)     | 5:58 |
| 3. | Who Owns My Heart (The Alias Radio Mix) | 3:54 |

| 1. | Who Owns My Heart (albumváltozat) | 3:34 |
| 2. | Who Owns My Heart (videóklip)     | 3:40 |

| 1. | Who Owns My Heart (albumváltozat)    | 3:34 |
| 2. | Forgiveness and Love (albumváltozat) | 3:28 |
| 3. | Who Owns My Heart (videóklip)        | 3:40 |